# Anjelina Nadai Lohalith
Anjelina Nadai Lohalith (nacida en 1993) es una atleta de pista y campo de Sudán del Sur, que vive como refugiada y entrena en Kenia.

## Vida personal
Durante la segunda guerra civil sudanesa, ella y su familia dormían en la maleza para evitar ser descubiertos durante las redadas. En 2001, cuando tenía ocho años, tuvo que abandonar su hogar cuando su pueblo fue rodeado por minas terrestres. Fue separada de sus padres cuando ellos la enviaron a Kenia por seguridad. Llegó al norte de Kenia en 2002, instalándose en el campo de refugiados de Kakuma. El campo de refugiados de Kakuma es uno de los campos de refugiados más grandes del mundo con más de 179.000 personas. Mientras asistía a la escuela primaria en el campamento, comenzó a correr.

## Carrera deportiva
A pesar de ganar varios concursos escolares, solo cuando los entrenadores profesionales llegaron a Kakuma para realizar pruebas de selección para un campo de entrenamiento especial, descubrió sus capacidades. Lohalith fue seleccionada para entrenar bajo la campeona olímpica de maratón Tegla Loroupe en su fundación deportiva en Nairobi.

### Río de Janeiro 2016
Representó al Equipo Olímpico de Atletas Refugiados, que compitió bajo la bandera olímpica en los Juegos Olímpicos de Río de Janeiro 2016 (Brasil). Tras ser seleccionada por el Comité Olímpico Internacional (COI) y el Alto Comisionado de las Naciones Unidas para los Refugiados (ACNUR), compitió en el evento de 1500 metros, quedando en el 40° lugar, con un tiempo de 4:47.38.

### Campeonato mundial
Participó en el Campeonato Mundial de Atletismo de 2017, realizado en Londres (Reino Unido). Compitió para el Equipo de Atletas Refugiados en el evento de 1500 metros femenino, donde finalizó en el 43° puesto, con un tiempo de 4:33.54.